# Thysania agrippina
Thysania agrippina is een vlinder uit de familie van de spinneruilen (Erebidae). 

## Kenmerken
De spanwijdte van deze vlinder bedraagt tot 28 centimeter. Daarmee is het de mot met de grootste spanwijdte; de atlasvlinder heeft echter een groter vleugeloppervlak.

## Verspreiding en leefgebied
De soort komt voor in Midden- en Zuid-Amerika. De typelocatie van deze soort is Suriname, van waar de soort door Pieter Cramer in 1776 voor het eerst is beschreven.

## De rups en zijn waardplanten
De waardplanten behoren tot de familie Leguminosae.

## Illustraties

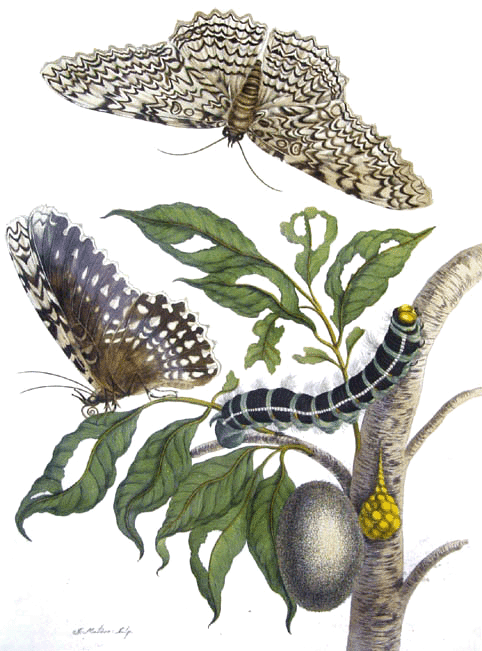
Maria Sibylla Merian (1705), vermoedelijk exemplaren uit Suriname
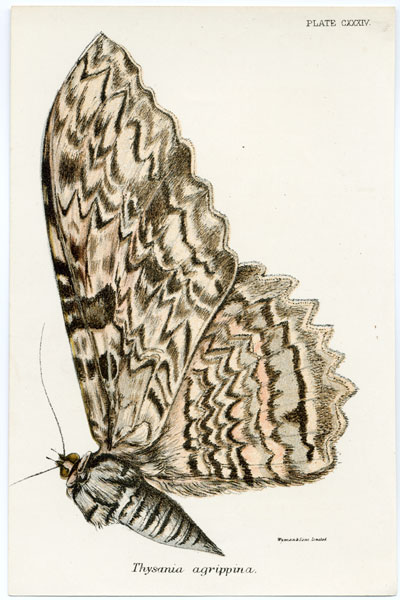
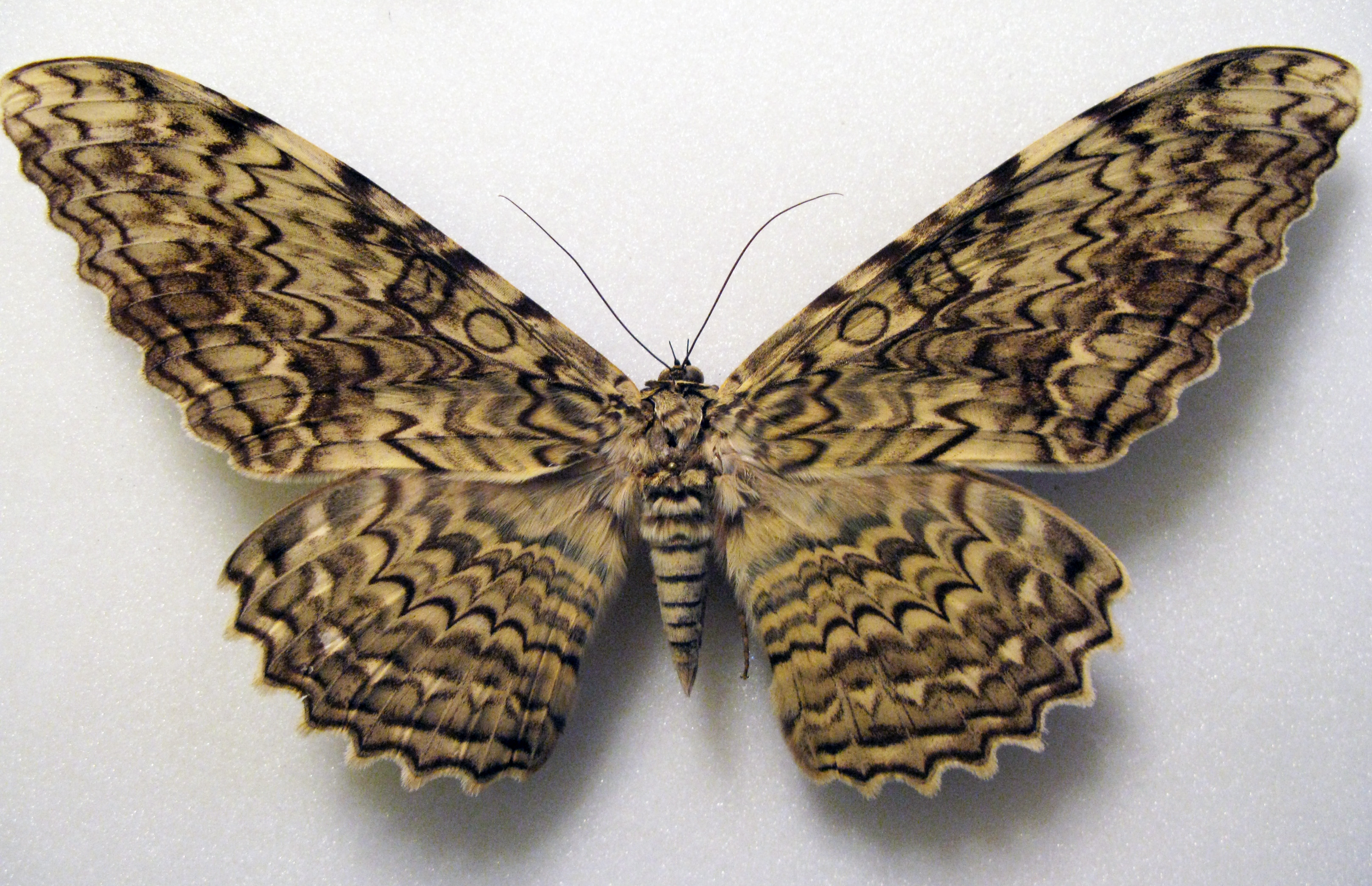
bovenzijde collectie-exemplaar
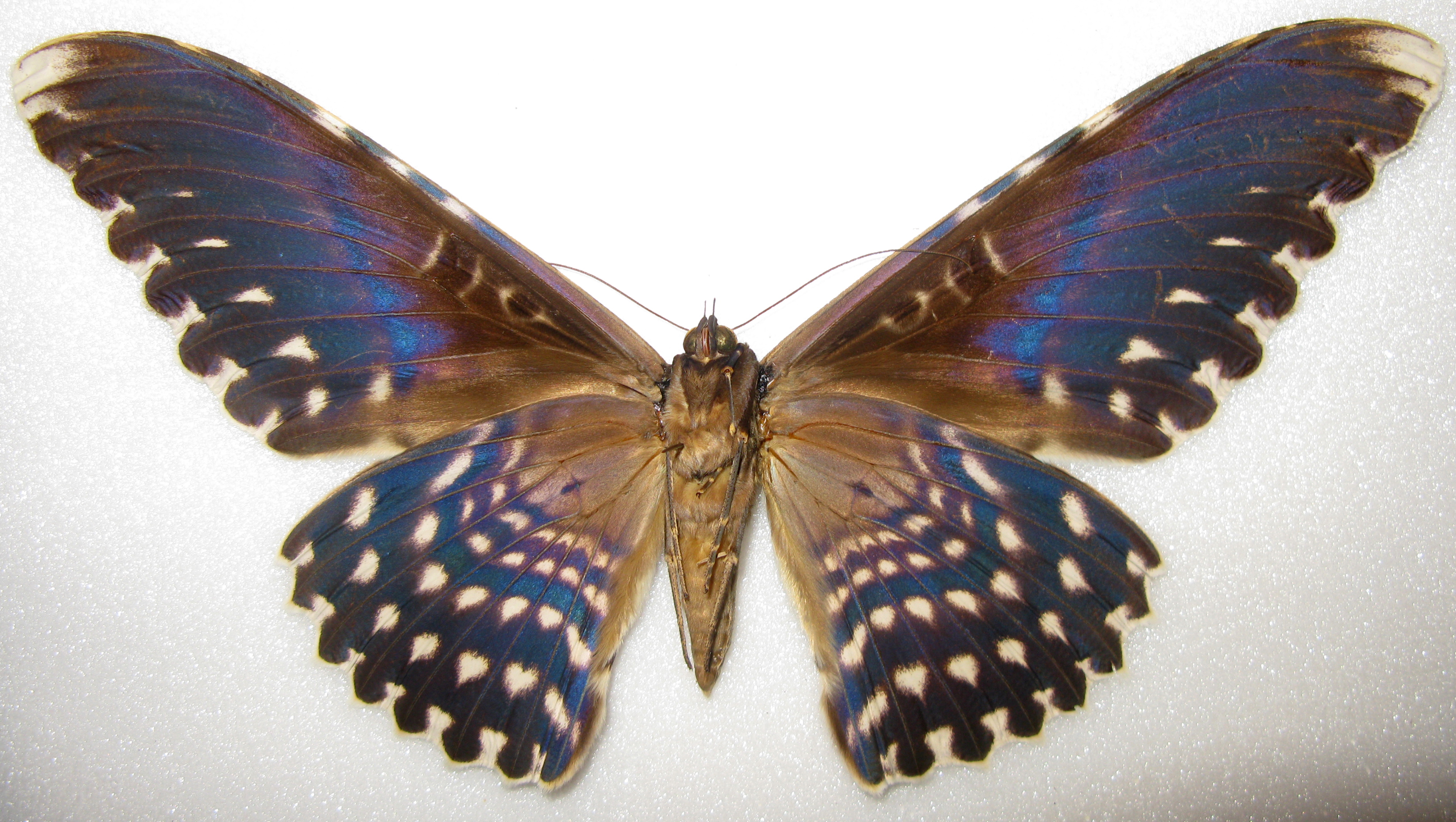
onderzijde collectie-exemplaar